# Quilperico II da Borgonha
Quilperico II (c. 450 – 493) foi rei da Borgonha de 473 até sua morte, em 493, e antes da morte de seu pai, em 463, ambos dividiram o reinado. Começou seu reinado só em 473 após a divisão da Borgonha com seus irmãos Godegisel, Godomar, e Gundebaldo. Reinou da Valença e seus irmãos reinaram respectivamente de Genebra, Viena e Lião. Todos eram filhos de Gondioco.
Na década de 470, Quilperico foi forçado a se submeter à autoridade do Império Romano pelo mestre dos soldados Ecdício Ávito. Em 475 provavelmente acobertou um Ecdício exilado após os Visigodos tomarem a província de Auvérnia.
Após seu irmão Gundebaldo ter usurpado seu irmão Godomar em 486, voltou-se a Quilperico. Em 493 Gundebaldo assassinou Quilperico e afogou sua esposa, e então exilou suas duas filhas, Croma, que tornou-se freira e Clotilde, que fugiu junto com o tio Godegisel. Quando os rei franco Clóvis I pediu a mão de Clotilde em casamento, Gundebaldo não pode recusar. Clóvis e Godegisel se aliaram contra Gundebaldo em uma guerra civil longa e sangrenta.